# Comitas erica
Comitas erica é uma espécie de gastrópode do gênero Comitas, pertencente a família Pseudomelatomidae.